# Кларк, Алван Грейам
Алван Грейам Кларк (англ. Alvan Graham Clark; 10 июля 1832, Фолл-Ривер, Массачусетс, — 9 июня 1897) — американский астроном и изготовитель телескопов. Младший сын и деловой партнёр Элвина Кларка.
31 января 1862 года, тестируя новый 18-дюймовый телескоп-рефрактор, он обнаружил в телескоп Сириус B — спутник Сириуса. Своё открытие он сделал в Кембриджпорте (штат Массачусетс).
Эта звезда 8-й звёздной величины стала первым обнаруженным белым карликом.

## Память
В 1970 г. Международный астрономический союз присвоил имя Алвана Кларка кратеру на обратной стороне Луны.